# Райан, Фред
Фредерик Джозеф Райан-младший (род. 12 апреля 1955, Тампа, Флорида; англ. Frederick Joseph Ryan Jr.) — американский предприниматель, политический консультант, юрист; издатель и Chief Executive Officer (CEO) The Washington Post, сооснователь, бывший президент и CEO медиа-организации Politico.

## Биография
Фред Райан родился 12 апреля 1955 года в городе Тампа, штат Флорида, Соединённые Штаты Америки (США). В 1977 году с отличием окончил университет Южной Калифорнии, получив степень бакалавра искусств в области политологии и речевой коммуникации, а в 1980 году получил степень доктора права, с отличием окончив USC Gould School of Law. До 1982 года Райан работал адвокатом в юридической фирме Hill, Farrer & Burrill в Лос-Анджелесе, штат Калифорния. Во время работы там писал статьи по праву. Является членом государственной коллегии адвокатов Калифорнии и адвокатской палаты округа Колумбия.
В феврале 1982 году стал заместителем директора по президентским назначениям и планированию в администрации 40-го президента США Рональда Рейгана, и в феврале 1983 года был повышен до директора. В феврале 1985 года назначен ответственным за деятельность Офиса Белого дома по инициативам частного сектора. 4 ноября 1987 года был назначен помощником президента. C 1989 по 1995 года руководил штабом уже бывшего президента Рейгана в Лос-Анджелесе.
С 1995 по 2014 год Райан являлся президентом и chief operating officer медиакомпании Allbritton Communications, которая занимается радиовещанием и кабельным телевидением. В 2007 году стал одним из основателей и первым президентом CEO медиа-организации Politico, основу которой составляли бывшие журналисты газеты The Washington Post, желавшие составить конкуренцию коллегам. В целях продвижения бренда Politico, Райан постоянно призывал своих сотрудников писать название организации только заглавными буквами. Благодаря ему Politico удалось заключить рекламную сделку с финансовым конгломератом Goldman Sachs и дважды организовать дебаты кандидатов в президенты США. В 2010 году участвовал в создании новостного сайта TBD.com. Проработал в Politico до августа 2014 года.
2 сентября 2014 года Райан был назначен издателем и CEO The Washington Post, сменив на этом посту Кэтрин Веймут. Приступил к обязанностям 1 октября 2014 года. За время его работы на этой должности, The Post дважды была признана «самой инновационной медиакомпаний в мире» деловым журналом Fast Company.
С 1 февраля 2017 года входит в совет попечителей университета Южной Калифорнии. Также является председателем некоммерческой организации White House Historical Association, занимающейся историей, председателем совета попечителей фонда и института президентской библиотеки Рональда Рейгана, членом советов театра Форда и национального музея американской истории.

## Награды
2005: награда за заслуги, присуждаемая Ассоциацией выпускников университета Южной Калифорнии.
2019: Honoris causa университета Уэйк-Форест.

## Личная жизнь
Живёт в городе Вашингтон. Женат на Женевьеве МакСуини Райан. Есть три дочери.